# Nemertesia polygeniculata
Nemertesia polygeniculata är en nässeldjursart som beskrevs av Rho och Park 1984. Nemertesia polygeniculata ingår i släktet Nemertesia och familjen Plumulariidae. Inga underarter finns listade i Catalogue of Life.